# 化地部
化地部（けじぶ、梵: Mahīśāsaka, マヒーシャーサカ）は、仏教の上座部より分派した系統の一派。説一切有部から派生したとする説と、逆に説一切有部を派生したという説に分かれる。
北伝大乗仏教に伝わる律の1つである『五分律』は、この化地部の律とされる。